# William Pepper
William Pepper, M.D. (Filadelfia, Pensilvania; 21 de agosto de 1843-Pleasanton, California; 28 de julio de 1898) fue un médico estadounidense.

## Biografía
Fue educado en la Universidad de Pensilvania, donde se graduó de la universidad en 1862 y en la escuela de medicina en 1864. En 1868 se convirtió en profesor de anatomía mórbida en la Escuela de Medicina de la Universidad de Pensilvania y desde 1870 fue profesor de medicina clínica. Desde 1876 hasta 1887, fue profesor de medicina clínica de Penn y en 1887 sustituyó a Alfred Stlill como profesor de teoría y práctica de la medicina.
Pepper fundó el Philadelphia Medical Times y fue editor de dicha revista entre 1870 y 1871. Fue elegido rector de la Universidad de Pensilvania en 1881 y permaneció en ese cargo hasta 1894. Por sus servicios como director médico Exposición Universal del Centenario de los Estados Unidos en Filadelfia en 1876, fue nombrado caballero de la Orden de San Olaf por el rey Óscar II de Suecia.
William Pepper fue conocido académicamente, por sus contribuciones a la teoría y la práctica de la medicina y el Sistema de medicina que editó en 1885 y 1886 se convirtió en un estándar de libros de medicina de Estados Unidos. Murió el 28 de julio de 1898, en Pleasanton, California a la edad de 54 años.

## Obras
Sus contribuciones a las revistas médicas y publicaciones científicas fueron los siguientes:
- Trephining in Cerebral Disease [Trepanación en la enfermedad cerebral] (1871).
- Local Treatment in Pulmonary Cavities [El tratamiento local en cavidades pulmonares] (1874).
- Catarrhal Irrigation [Riego catarral] (1881).
- Epilepsy [Epilepsia] (1883).
- Higher Medical Education: the True Interest of the Public and the Profession [La educación médica superior: el verdadero interés del público y la profesión].

Pepper fue también el fundador de la primera biblioteca pública libre de Filadelfia, creada en 1891 con fondos proporcionados por la herencia de su difunto tío, que se convirtió en la Free Library de Filadelfia, en la actualidad es el sistema con varias sucursales de bibliotecas públicas de la ciudad. Una estatua de mármol conmemorativa de William Pepper, realizada por Karl Bitter en 1896, se asienta hoy en el descansillo de la escalera principal de la Biblioteca Central en las calles 19 y Vine en el centro de la ciudad de Filadelfia (39°57′34″N 75°10′15″O / 39.95944, -75.17083), y otra en el campus de la Universidad de Pensilvania.